# Гіпертензивний криз
Гіпертензивний криз або гіпертонічний криз — раптове значне підвищення артеріального тиску від нормального або підвищеного рівня, яке майже завжди супроводжується появою чи посиленням розладів з боку органів-мішеней або вегетативної нервової системи.

## Критерії гіпертензивного кризу
- раптовий початок;
- значне підвищення артеріального тиску;
- поява або посилення симптомів з боку органів-мішеней.